# Hendrik Dubbels
Hendrik Jacobsz. Dubbels (*  1621 in Amsterdam; † 1707 in Amsterdam) war ein niederländischer Marinemaler.

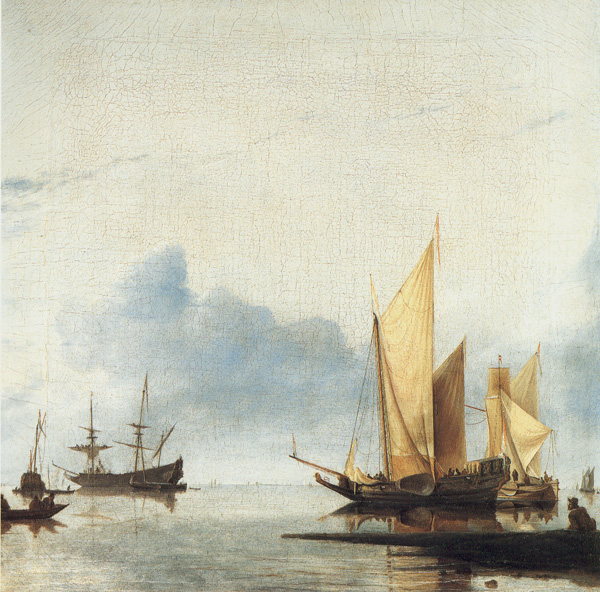
Yacht und andere Schiffe von Dubbels, 1660er Jahre, National Gallery

Dubbels war der Sohn eines Diamantenschleifers und wurde am 2. Mai 1621 in der Oude Kerk in Amsterdam getauft. Als Marinemaler ist er von Jan Porcellis (1583 oder 1585–1632) und Simon de Vlieger (1601–1653) beeinflusst.  Er war 1650 bis 1653 im Atelier von de Vlieger. Dort kam er auch in Kontakt mit Jan van de Cappelle, dessen Einfluss sich ebenfalls  in seinen Winterlandschaften und Seeszenen bemerkbar machte. Danach arbeitete er im Atelier von Willem van de Velde der Ältere und dessen Sohn Willem van de Velde der Jüngere, bis diese 1672 Amsterdam in Richtung London verließen. Ludolf Bakhuizen war sein Schüler Ende der 1650er oder Anfang der 1660er Jahre, und später arbeitete er umgekehrt im Atelier von Backhuysen, dem führenden Marinemaler der zweiten Hälfte des 17. Jahrhunderts in Amsterdam. Die Qualität seiner Bilder ließ gegen Ende seines Lebens stark nach und er malte zuletzt nur noch Kopien minderer Qualität eigener früherer Werke. Früher nahm man an, er sei Ende der 1670er Jahre gestorben, es fand sich aber ein Beleg für die Beerdigung in der Niewe-Zuids-Kirche vom 20. Oktober 1707.
Er blieb sein ganzes Leben in Amsterdam. Dubbels heiratete 1651 und ein zweites Mal 1656. Zeitweise hatte er in den 1660er Jahren einen Kleiderladen.
Da er lange Zeit in Ateliers anderer Maler arbeitete, sind einige seiner Werke früher diesen fälschlich zugeschrieben worden.
Seine Werke befinden sich in führenden Kunstmuseen wie dem Louvre und der National Gallery.

## Abbildungen
(Auswahl)

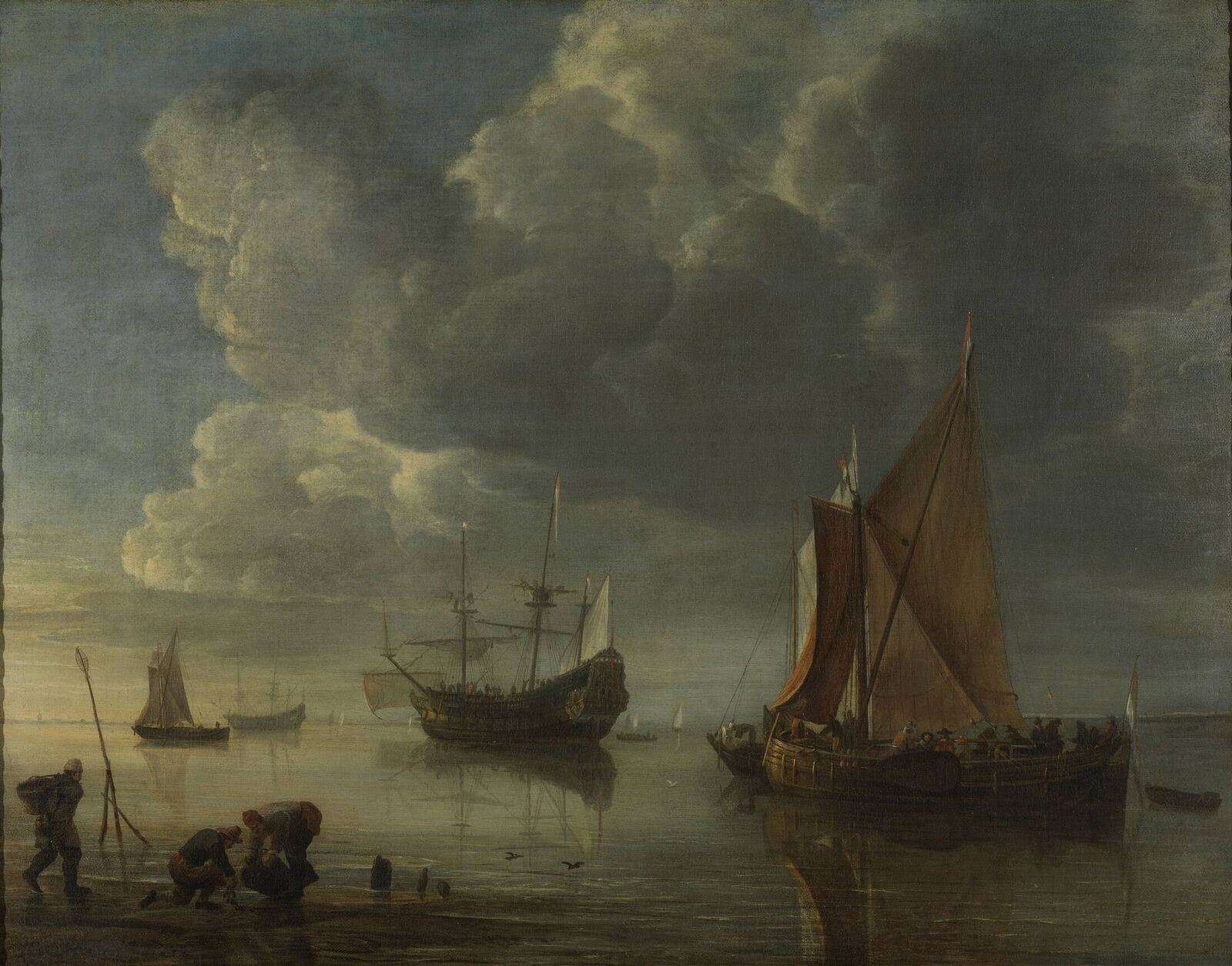
Ruhige See, 1655–1658, Boijmans Museum, Rotterdam
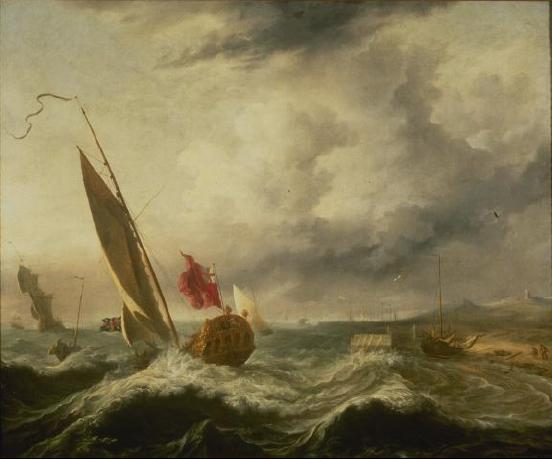
Schiffe im Sturm, ca. 1660–1680, Boijmans Museum, (im Mittelpunkt eine Spiegelyacht)
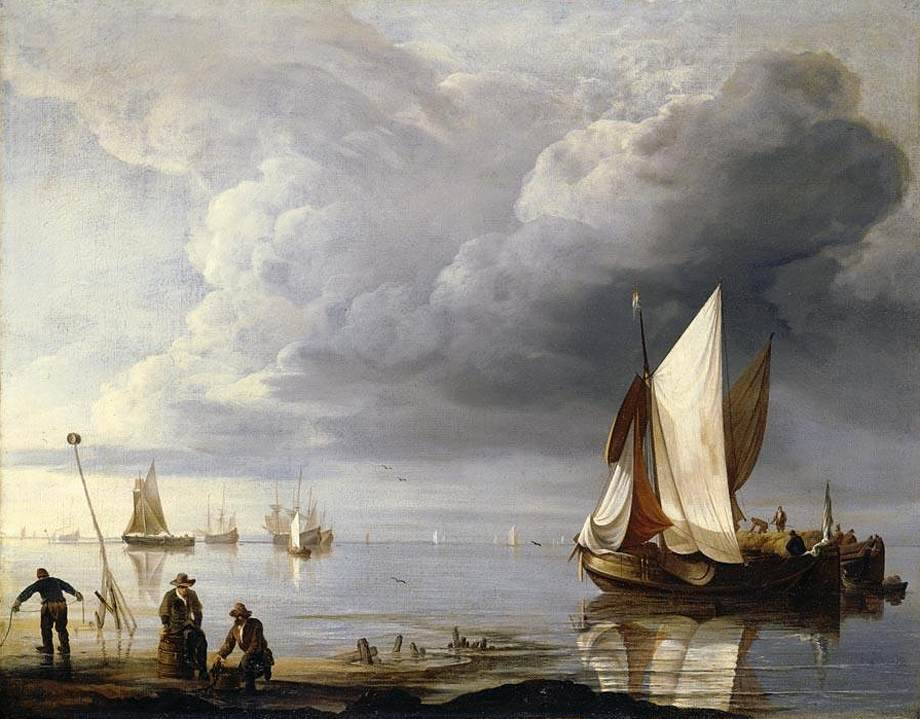
Kleine holländische Schiffe in einer Flaute, Privatsammlung, nach 1670
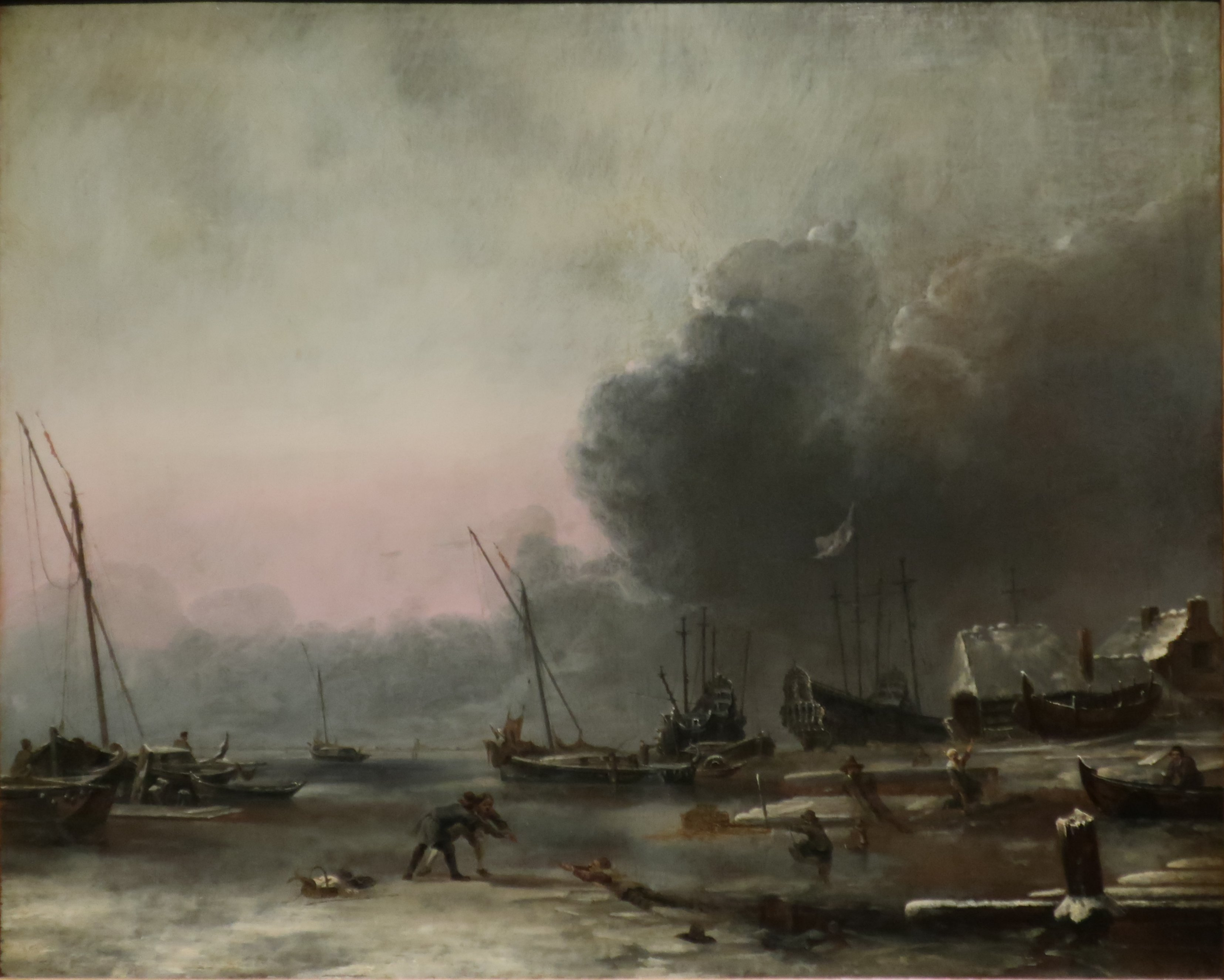
Winterlandschaft, Honolulu Museum of Art
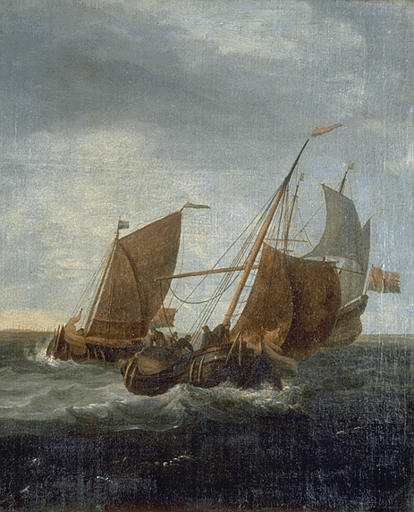
Marinebild
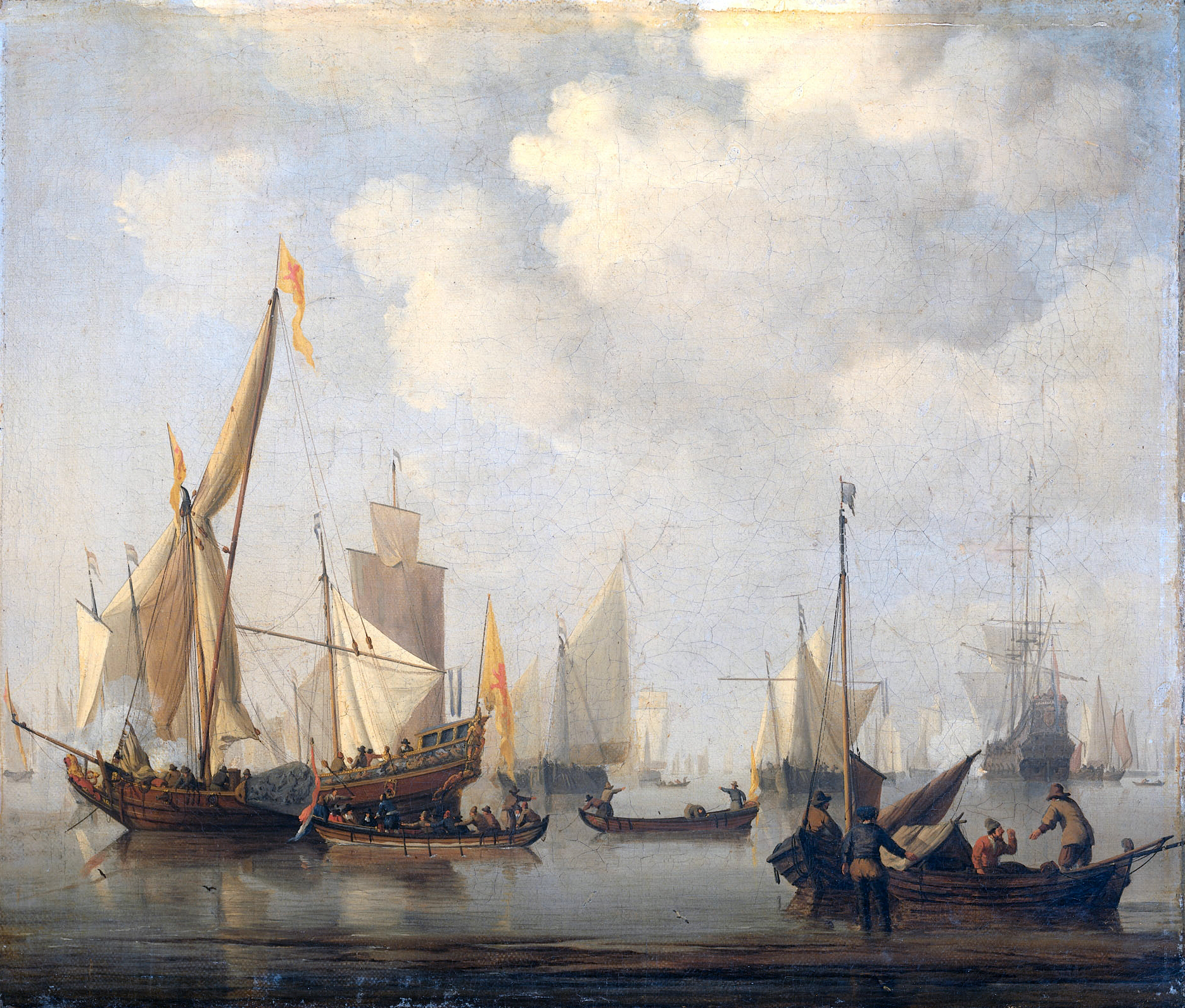
Yachten der Generalstaaten und andere Schiffe vor Anker in einer Flaute, um 1700, Rijksmuseum Amsterdam

## Weitere Bilder
- Stille See mit Fischern beim Einholen der Netze (um 1650), Kunsthalle Bremen